# Joana França Stockmeyer
Joana França Stockmeyer foi a primeira mulher admitida no Serviço Público Federal, no Brasil.
Serviu na Imprensa Nacional, órgão federal que era vinculado ao Ministério da Justiça e Negócios Interiores, como monotipista, onde exerceu funções desde a data de seu ingresso no serviço público (1892) até à sua aposentadoria, em 1944, quando se aposentou no cargo da classe G da carreira de Operário de Artes Gráficas, do Quadro Suplementar do referido Ministério.
Foi declarada "Patrona da Servidora Pública Brasileira" por Decreto de 5 de março de 2008, publicado no Diário Oficial da União em 6 de março de 2008.
Em 2011, a 14ª edição do Concurso Museu da Imprensa Nacional, concurso de monografias para estudantes universitários e de Poesia e Redação para estudantes do ensino básico organizado pela Imprensa Nacional, homenageou Joana França Stockmeyer.